# Helsingør

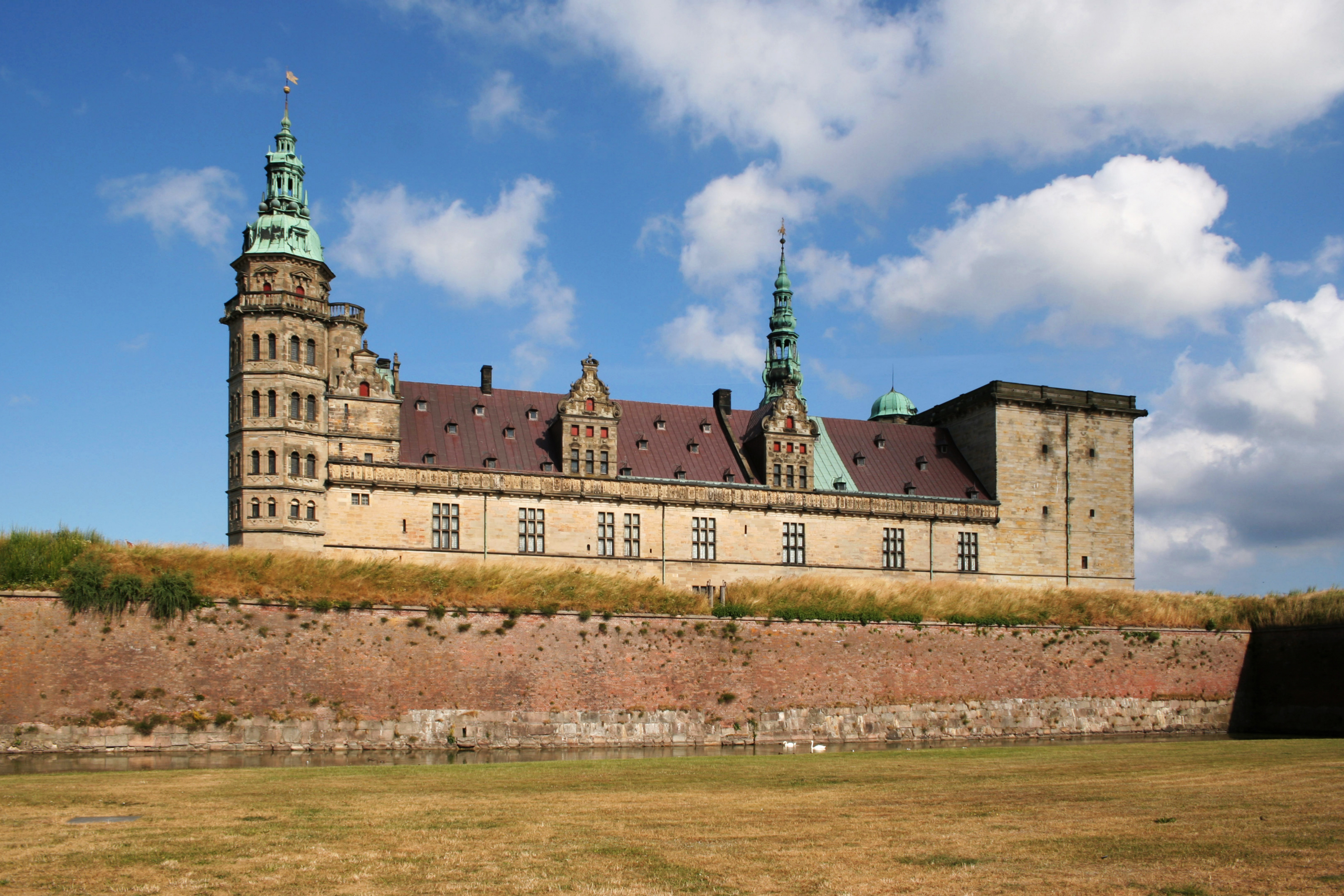
Lâu đài Kronborg

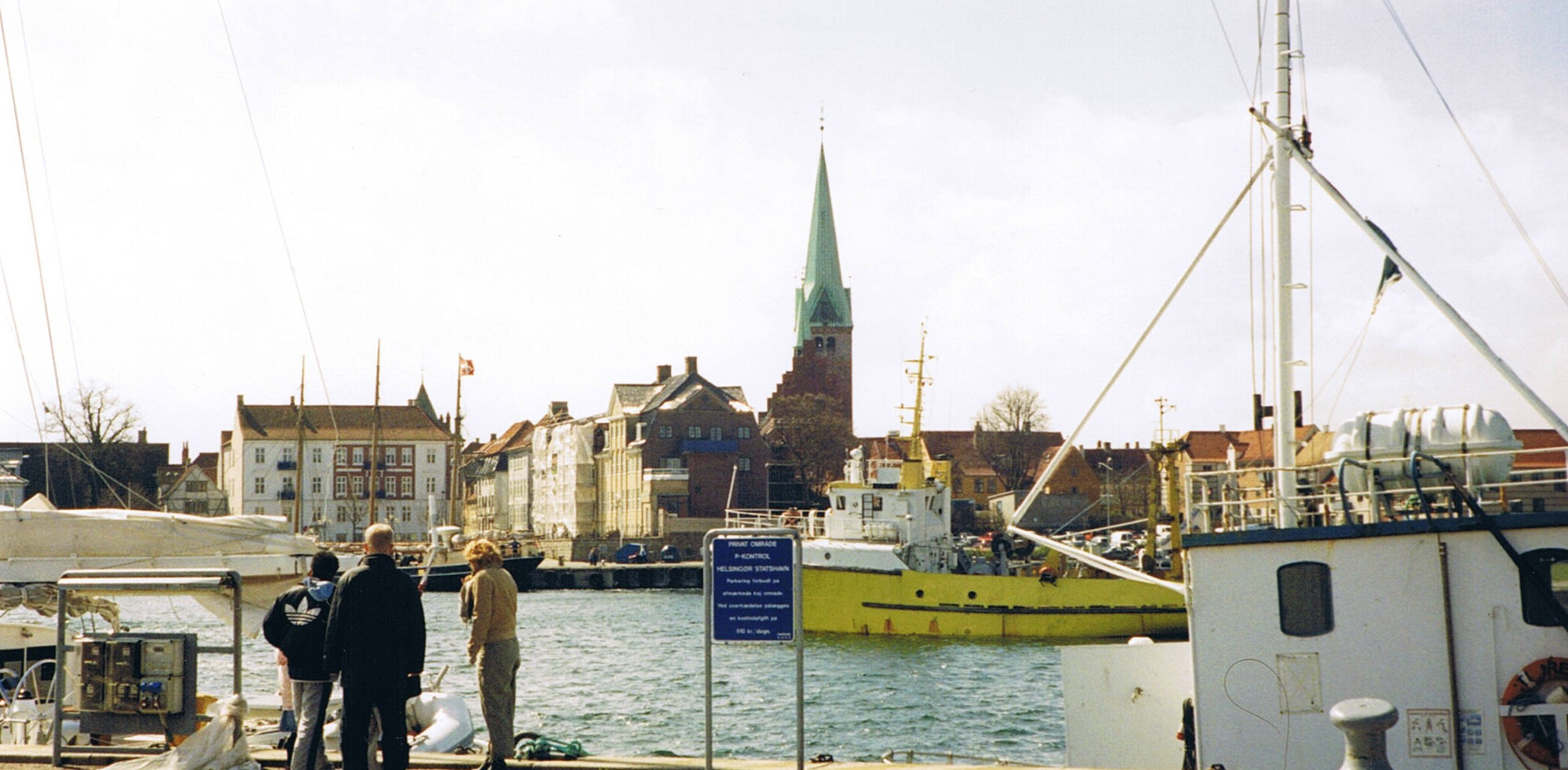
Cảng Helsingør

Helsingør (/hɛlseˈŋøɐ̯ˀ/ là thành phố của Đan Mạch, nằm ở bờ đông bắc đảo Zealand. Helsingør có 34.350 cư dân (2008)  và là thành phố đông dân thứ 17 ở Đan Mạch. Helsigør cũng là thành phố trụ sở của Thị xã Helsingør với dân số 61.012 người(2007). Helsingør được thế giới biết đến nhờ vở kịch Hamlet của William Shakespeare, trong đó ông ta gọi Helsingør là Elsinore, và nhờ lâu đài Kronborg, 1 di tích lịch sử được UNESCO đưa vào Danh sách di sản thế giới

## Lịch sử
Tên thành phố phái sinh từ chữ Hals nghĩa là "cổ họng", có ý nói tới chỗ hẹp nhất của Eo biển Oresund giữa thành phố Helsingør (Đan Mạch) và thành phố Helsingborg của Thụy Điển. Tên thành phố được nêu lần đầu năm 1231, như 1 thị trấn buôn bán nhỏ gần Flynderborg. Nhà thờ thánh Olai được xây trong thế kỷ 13. Năm 1426 thành phố được vua Erik of Pommern cấp cho đặc quyền thương trấn. Cũng trong nửa đầu thế kỷ 15 thành phố phát đạt lên nhờ việc vua Đan Mạch đánh thuế các tàu đi qua Eo biển Oresund để vào Biển Baltic. Các tàu qua eo biển này phải ghé vào Helsingør đóng thuế, do đó họ mua đồ tiếp liệu luôn. Pháo đài Krogen được xây - cùng với pháo đài ở thành phố Helsingborg, thời đó thuộc Đan Mạch - để khống chế các tàu. Trong thế kỷ 16, pháo đài Krogen được xây lại thành lâu đài Kronborg.
Trong các năm 1710-1711 xảy ra 1 trận dịch hạch giết chết 1/3 cư dân.
Năm 1857 bãi bỏ sắc thuế đánh trên tàu bè, khiến cho kinh tế của thành phố bị khủng hoảng. Mãi tới năm 1882, khi nhà máy đóng tàu Helsingør Skibsværft og Maskinbyggeri A/S khai trương ở đây, dẫn tới việc công nghiệp hóa, kinh tế của thành phố mới phục hồi.
Năm 1892 mở tuyến tàu phà tới thành phố Helsingborg (Thụy Điển) và năm 1897 có tuyến đường sắt dọc bờ biển tới Helsingør.
Trong thập niên 1930 dân số tăng nhanh và tới thập niên 1970, diện tích thành phố tăng gấp 3 lần.

## Dân nhập cư
Helsingør có số dân nhập cư khá lớn. Nhóm đông nhất là người Thổ Nhĩ Kỳ, người Ả Rập và người Zigan. Helsingør là nơi tập trung dân Zigan đông nhất ở Đan Mạch, phần lớn cư ngụ trong các khu dự án Vapnagård và Nøjsomhed, cách trung tâm thành phố 3 km về phía tây.

## Các khu trong thành phố
- Khu trung tâm
- Khu Bắc: Grønnehave (Green Gardens), Højstrup và Marienlyst
- Khu Tây: Sundparken, Grøningen, Nøjsomheden và Vapnagård
- Khu Nam: Skotterup và Snekkersten

## Trong văn học
- Vở kịch Hamlet của William Shakespeare diễn ra trong Lâu đài Kronborg ở Helsingør, mà Shakespeare gọi là "Elsinore".
- Năm 1983 vở kịch Strange Brew, dựa hời hợt trên vở Hamlet, các vai chính làm việc trong nhà máy bia Elsinore Brewery.
- Trong chương 2 tiểu thuyết Our Gang ('71) của Philip Roth, Trick E. Dixon trong bài nói chuyện giả tưởng đã cho rằng Helsingør là lãnh thổ của Hoa Kỳ và tìm cách thuyết phục cử tọa chiếm thành phố này.
- Trong tiểu thuyết Lunar Park của Bret Easton Ellis, phố mà nhân vật Bret Easton Ellis cư trú tên là Elsinore Lane.
- Nhiều tiểu thuyết của nữ tác giả Đan Mạch Karen Blixen (hoặc Isak Dinesen) có cốt truyện diễn ra ở "Elsinore".

## Các nơi hấp dẫn du khách
- Kronborg
- Nhà thờ thánh Olai
- Nhà thờ và tu viện Đức Bà
- Lâu đài Marienlyst
- Nhà bảo tàng Kỹ thuật Đan Mạch
- Nhà bảo tàng Helsingør
- Øresundsakvariet
- Comwell, Wellness & Restaurant
- Hotel Marienlyst

## Thành phố kết nghĩa
- Gdańsk, Ba Lan
- Rueil-Malmaison, Pháp
- Umeå, Thụy Điển
- Vaasa, Phần Lan